# Henri Rochefort

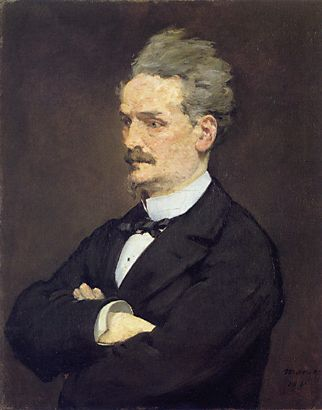
Henri Rochefort, målad av Édouard Manet.

Victor Henri de Rochefort-Lucay, född 30 januari 1830 i Paris, död 30 juni 1913 i Aix-les-Bains, var en fransk markis, politiker och publicist. 
Rochefort fick 1851 en plats vid Paris municipalförvaltning, som han lämnade 1861 för att helt och hållet ägna sig åt publicistisk verksamhet. Efter att ha varit medarbetare i "Charivari", "Chronique théâtrale", "Nain jaune", "Soleil", "Événement" och "Le Figaro" uppsatte han den 1 juni 1868 veckoskriften "La lanterne", som genast fick en oerhörd spridning (jämför À la lanterne). Redan av första numret såldes 80 000 exemplar. Med bitande och hänsynslös kvickhet bekämpade Rochefort i denna tidning Napoleon III och det andra kejsardömets män. Han råkade därför ut för flera tryckfrihetsåtal och dömdes först till ett års fängelse och 10 000 francs böter samt kort därefter till 13 månaders fängelse och 10 000 francs böter. 
För att undgå fängelsestraffet flydde han 1868 till Bryssel, där han fortsatte utgivandet av "La lanterne", som i hundratusentals exemplar insmugglades i Frankrike. Av Paris första valkrets invaldes han 1869 i lagstiftande kåren, där han väckte uppseende genom sina våldsamma anfall mot Napoleon III. Han uppsatte då den ultraradikala tidningen "La marseillaise". Då prins Pierre Bonaparte 1870 dödade Victor Noir, skrev Rochefort i "La Marseillaise" en artikel, som började med orden: "Jag har haft den svagheten att tro, att en Bonaparte kunde vara någonting annat än en mördare." Åtalad för denna artikel, dömdes han till 6 månaders fängelse och 3 000 francs böter. Han satt häktad till kejsardömets fall. 
Revolutionen 4 september 1870 både befriade Rochefort ur fängelset Sainte-Pélagie och gjorde honom till ledamot av Nationella försvarsregeringen. Efter Paris kapitulation uppsatte Rochefort den ultrarevolutionära tidningen "Mot d’ordre" och valdes av Seinedepartementet den 8 februari 1871 med 165 000 röster till medlem av nationalförsamlingen i Bordeaux, men avsade sig detta mandat redan den 3 mars, då han inte ville ge sitt samtycke till fredspreliminärerna med Tyskland. Han lämnade Bordeaux och återvände till Paris, där han slöt sig till kommunen, blev ledamot av välfärdsutskottet och i "Mot d’ordre" uppmanade folket att förstöra Thiers hus. Kort före kommunens fall (maj 1871) flydde Rochefort ur Paris, men greps av Versaillesregeringens trupper. 
Han dömdes av en krigsrätt till deportation, men fick för sin försvagade hälsas skull stanna i en fästning i Frankrike, så länge Thiers hade makten. Efter Thiers störtande (maj 1873) deporterades Rochefort till Nya Kaledonien, varifrån han dock, tillsammans med Paschal Grousset, François Jourde, Olivier Pain och två andra kommunarder, lyckades rymma den 20 mars 1874. Rochefort återvände till Europa, där han bosatte sig först i London, sedermera i Genève, varifrån han skrev artiklar till franska tidningar. Den allmänna amnestin 1880 öppnade åter Frankrikes portar för Rochefort, som genast skyndade till Paris och den 14 juli samma år uppsatte tidningen "Intransigeant", som hastigt fick stor spridning. 
I denna tidning anföll han med utomordentlig bitterhet Gambetta, Jules Ferry, Henri Brisson, Jules Grévy, Pierre Tirard, Ernest Constans och många andra av tredje republikens förnämsta män. När han i sin tidning på det råaste sätt smädade dessa statsmän, skedde det alltid under förevändningen, att de inte vore tillräckligt republikanska. Men 1888 bröt han själv öppet med republiken och tog med ursinnig våldsamhet parti för general Boulangers försök att införa militärdespotismen. Sedan Boulangers försök misslyckats, gick Rochefort i april 1889 i frivillig landsflykt till Bryssel och sedermera till London. Jämte Boulanger dömdes Rochefort i augusti samma år av franska senaten (som riksrätt) för stämplingar mot statens säkerhet till deportation för alltid. Till följd av denna dom stannade Rochefort fem år kvar i London, varifrån han nästan varje dag skickade en ny artikel till sin tidning i Paris. 
Sedan en allmän amnesti beviljats, återvände han i februari 1895 till Paris, där han återtog ledningen av "Intransigeant". Med en oerhörd intensitet angrep han under den stora Dreyfusprocessens tid, 1898-99, inte bara den orättvist dömde Alfred Dreyfus, utan även dennes vänner Auguste Scheurer-Kestner, Émile Zola och Georges Picquart. Först vid 77 års ålder lämnade Rochefort (oktober 1907) ledarskapet för "Intransigeant". Mot slutet av sitt långa liv skrev han artiklar i en klerikal tidning. Han efterlämnade minnet av att ha varit sitt tidevarvs kvickaste, men tillika mest lögnaktige smädeskrivare. Han skrev även åtskilliga vådeviller och romaner, som likväl inte gjorde någon lycka, bland andra Mademoiselle Bismarck (1830; "Fröken Bismarck", 1881). Åren 1896-97 publicerade han sina memoarer (Les aventures de ma vie), ett underhållande, men otillförlitligt arbete.